# Torneio Rio-São Paulo 1997
Das Torneio Rio-São Paulo 1997 war die 20. Austragung des Torneio Rio-São Paulo, eines Fußballpokalwettbewerbs in Brasilien. Er wurde vom 18. Januar bis 3. März 1997 ausgetragen. Nachdem das Turnier zuletzt 1997 ausgetragen worden war, um eine Lücke im Spielkalender zu füllen, sollte es nunmehr wieder regelmäßig stattfinden.

## Modus
Das Turnier fand im reinen Pokalmodus ab einem Viertelfinale statt. In den Viertelfinals kam nur zu Treffen von Klubs aus den jeweils anderen Bundesstaaten. Nach Hin- und Rückspiel kam der Gesamtsieger nach Punkten eine Runde weiter. Bei Punktgleichheit entschied das Torverhältnis, sollte dieses ebenfalls identisch sein, wurde die Entscheidung im Elfmeterschießen ermittelt.

## Teilnehmer
| Teilnehmer Rio de Janeiro | Teilnehmer São Paulo |
| ------------------------- | -------------------- |
| Botafogo FR               | SC Corinthians       |
| CR Flamengo               | SE Palmeiras         |
| Fluminense FC             | FC Santos            |
| CR Vasco da Gama          | FC São Paulo         |

## Turnierplan
|  | Viertelfinale                | Viertelfinale                | Viertelfinale | Viertelfinale | Viertelfinale |                              |                         | Halbfinale | Halbfinale | Halbfinale | Halbfinale | Halbfinale |  |  | Finale | Finale | Finale | Finale | Finale |
|  |                              |                              |               |               |               |                              |                         |            |            |            |            |            |  |  |        |        |        |        |        |
|  | Rio de Janeiro (Bundesstaat) | Botafogo                     | 2             | 1             | 3             |                              |                         |            |            |            |            |            |  |  |        |        |        |        |        |
|  | São Paulo (Bundesstaat)      | Palmeiras                    | 3             | 1             | 4             |                              |                         |            |            |            |            |            |  |  |        |        |        |        |        |
|  | São Paulo (Bundesstaat)      | Palmeiras                    | 3             | 1             | 4             | São Paulo (Bundesstaat)      | Palmeiras               | 1          | 1          | 2          |            |            |  |  |        |        |        |        |        |
|  |                              |                              |               |               |               | São Paulo (Bundesstaat)      | Palmeiras               | 1          | 1          | 2          |            |            |  |  |        |        |        |        |        |
|  |                              | São Paulo (Bundesstaat)      | Santos        | 3             | 0             | 3                            |                         |            |            |            |            |            |  |  |        |        |        |        |        |
|  | São Paulo (Bundesstaat)      | São Paulo (Bundesstaat)      | Santos        | 3             | 0             | 3                            | Santos                  | 2          | 3          | 5 (4)      |            |            |  |  |        |        |        |        |        |
|  | São Paulo (Bundesstaat)      |                              |               |               |               |                              | Santos                  | 2          | 3          | 5 (4)      |            |            |  |  |        |        |        |        |        |
|  | Rio de Janeiro (Bundesstaat) | Vasco                        | 2             | 3             | 5 (3)         |                              |                         |            |            |            |            |            |  |  |        |        |        |        |        |
|  |                              |                              |               |               |               |                              | São Paulo (Bundesstaat) | Santos     | 2          | 2          | 4          |            |  |  |        |        |        |        |        |
|  |                              | Rio de Janeiro (Bundesstaat) | Flamengo      | 1             | 2             | 3                            |                         |            |            |            |            |            |  |  |        |        |        |        |        |
|  | Rio de Janeiro (Bundesstaat) | Flamengo                     | 3             | 0             | 3             |                              |                         |            |            |            |            |            |  |  |        |        |        |        |        |
|  | São Paulo (Bundesstaat)      | Corinthians                  | 0             | 2             | 2             |                              |                         |            |            |            |            |            |  |  |        |        |        |        |        |
|  | São Paulo (Bundesstaat)      | Corinthians                  | 0             | 2             | 2             | Rio de Janeiro (Bundesstaat) | Flamengo                | 1          | 3          | 4          |            |            |  |  |        |        |        |        |        |
|  |                              |                              |               |               |               | Rio de Janeiro (Bundesstaat) | Flamengo                | 1          | 3          | 4          |            |            |  |  |        |        |        |        |        |
|  |                              | São Paulo (Bundesstaat)      | São Paulo     | 0             | 1             | 1                            |                         |            |            |            |            |            |  |  |        |        |        |        |        |
|  | São Paulo (Bundesstaat)      | São Paulo (Bundesstaat)      | São Paulo     | 0             | 1             | 1                            | São Paulo               | 2          | 1          | 3 (5)      |            |            |  |  |        |        |        |        |        |
|  | São Paulo (Bundesstaat)      |                              |               |               |               |                              | São Paulo               | 2          | 1          | 3 (5)      |            |            |  |  |        |        |        |        |        |
|  | Rio de Janeiro (Bundesstaat) | Fluminense                   | 2             | 1             | 3 (4)         |                              |                         |            |            |            |            |            |  |  |        |        |        |        |        |

## Viertelfinale
| Datum      |            | Ergebnis        |            | Ort              |
| ---------- | ---------- | --------------- | ---------- | ---------------- |
| 18. Januar | São Paulo  | 2:2 (1:1)       | Fluminense | Morumbi (7.098)  |
| 23. Januar | Fluminense | 1:1 (1:0)       | São Paulo  | Maracanã (8.609) |
| Gesamt:    | São Paulo  | 3:3 (5:4 i. E.) | Fluminense |                  |

| Datum      |           | Ergebnis  |           | Ort                       |
| ---------- | --------- | --------- | --------- | ------------------------- |
| 18. Januar | Botafogo  | 2:3 (1:2) | Palmeiras | Maracanã (5.358)          |
| 23. Januar | Palmeiras | 1:1 (0:0) | Botafogo  | Parque Antarctica (5.027) |
| Gesamt:    | Botafogo  | 3:4       | Palmeiras |                           |

| Datum      |        | Ergebnis        |        | Ort                  |
| ---------- | ------ | --------------- | ------ | -------------------- |
| 21. Januar | Santos | 2:2 (1:1)       | Vasco  | Morumbi (6.723)      |
| 25. Januar | Vasco  | 3:3 (1:1)       | Santos | São Januário (4.199) |
| Gesamt:    | Santos | 5:5 (4:3 i. E.) | Vasco  |                      |

| Datum      |             | Ergebnis  |             | Ort               |
| ---------- | ----------- | --------- | ----------- | ----------------- |
| 21. Januar | Flamengo    | 3:0 (1:0) | Corinthians | Maracanã (25.464) |
| 25. Januar | Corinthians | 2:0 (0:0) | Flamengo    | Morumbi (29.187)  |
| Gesamt:    | Flamengo    | 3:2       | Corinthians |                   |

## Halbfinale
| Datum      |           | Ergebnis  |           | Ort                        |
| ---------- | --------- | --------- | --------- | -------------------------- |
| 28. Januar | Palmeiras | 1:3 (1:1) | Santos    | Parque Antarctica (10.456) |
| 1. Februar | Santos    | 0:1 (0:0) | Palmeiras | Prudentão (18.249)         |
| Gesamt:    | Palmeiras | 2:3       | Santos    |                            |

| Datum      |           | Ergebnis  |           | Ort               |
| ---------- | --------- | --------- | --------- | ----------------- |
| 28. Januar | Flamengo  | 1:0 (1:0) | São Paulo | Maracanã (39.067) |
| 1. Februar | São Paulo | 1:3 (0:0) | Flamengo  | Morumbi (31.507)  |
| Gesamt:    | Flamengo  | 4:1       | São Paulo |                   |

## Finale

### Hinspiel
| FC Santos                                                   | FC Santos | CR Flamengo | CR Flamengo |
| ----------------------------------------------------------- | --- | --- | ----------- |
| FC Santos                                                   | \| 4. Februar 1997 in São Paulo (Morumbi) \| \| Ergebnis: 2:1 (2:0) \| \| Zuschauer: 24.236 \| \| Schiedsrichter: Cláudio Vinícius Cerdeira ( Rio de Janeiro) \|                                                     | \| 4. Februar 1997 in São Paulo (Morumbi) \| \| Ergebnis: 2:1 (2:0) \| \| Zuschauer: 24.236 \| \| Schiedsrichter: Cláudio Vinícius Cerdeira ( Rio de Janeiro) \|                             | CR Flamengo |
| FC Santos                                                   | Zetti – Ânderson Lima, Sandro Barbosa, Ronaldão, Rogério Seves – Marcos Assunção, Vágner, Alexandre , Robert – Natanael Macedo, Alessandro Cambalhota Reserve Caíco , Baiano , Piá Cheftrainer: Vanderlei Luxemburgo | Zé Carlos – Fábio Baiano, Júnior Baiano, Fabiano, Gilberto – Moacir , Bruno Quadros, Lúcio Bala , Nélio – Romário, Sávio Reserve Léo Inácio , Marcelo Ribeiro , Iranildo Cheftrainer: Júnior | CR Flamengo |
| FC Santos                                                   | 1:0 Alessandro Cambalhota (6.) 2:0 Macedo (29.) | 2:1 Marcelo Ribeiro (85.) | CR Flamengo |
| FC Santos                                                   | Ânderson Lima, Marcos Assunção, Robert | Fabiano | CR Flamengo |
| 4. Februar 1997 in São Paulo (Morumbi)                      | | |             |
| Ergebnis: 2:1 (2:0)                                         | | |             |
| Zuschauer: 24.236                                           | | |             |
| Schiedsrichter: Cláudio Vinícius Cerdeira ( Rio de Janeiro) | | |             |

### Rückspiel
| CR Flamengo                                         | CR Flamengo | FC Santos | FC Santos |
| --------------------------------------------------- | --- | --- | --------- |
| CR Flamengo                                         | \| 6. Februar 1997 in Rio de Janeiro (Maracanã) \| \| Ergebnis: 2:2 (2:1) \| \| Zuschauer: 70.729 \| \| Schiedsrichter: Oscar Roberto de Godói ( São Paulo) \|                           | \| 6. Februar 1997 in Rio de Janeiro (Maracanã) \| \| Ergebnis: 2:2 (2:1) \| \| Zuschauer: 70.729 \| \| Schiedsrichter: Oscar Roberto de Godói ( São Paulo) \|                                                      | FC Santos |
| CR Flamengo                                         | Zé Carlos – Fábio Baiano, Júnior Baiano, Fabiano, Gilberto – Bruno Quadros , Moacir, Nélio, Lúcio Bala – Romário, Sávio Reserve Léo Inácio , Iranildo , Márcio Costa Cheftrainer: Júnior | Zetti – Ânderson Lima, Sandro Barbosa, Ronaldão, Rogério Seves – Marcos Assunção, Vágner, Alexandre , Piá – Natanael Macedo, Alessandro Cambalhota Reserve Baiano , Juary , Caíco Cheftrainer: Vanderlei Luxemburgo | FC Santos |
| CR Flamengo                                         | F. Baiano, Quadros, Nélio | Ronaldão | FC Santos |
| 6. Februar 1997 in Rio de Janeiro (Maracanã)        | | |           |
| Ergebnis: 2:2 (2:1)                                 | | |           |
| Zuschauer: 70.729                                   | | |           |
| Schiedsrichter: Oscar Roberto de Godói ( São Paulo) | | |           |

## Torschützenliste
| Pl. | Nat.        | Spieler               | Klub             | Tore |
| --- | ----------- | --------------------- | ---------------- | ---- |
| 1   | Brasilianer | Romário               | CR Flamengo      | 7    |
| 2   | Brasilianer | Ramon Menezes         | CR Vasco da Gama | 4    |
| 3   | Brasilianer | Adriano               | FC São Paulo     | 3    |
|     | Brasilianer | Alessandro Cambalhota | FC Santos        | 3    |